# Bulbophyllum monstrabile
Bulbophyllum monstrabile är en orkidéart som beskrevs av Oakes Ames. Bulbophyllum monstrabile ingår i släktet Bulbophyllum och familjen orkidéer. Inga underarter finns listade i Catalogue of Life.